# Jamsa

Símbolo delineado.

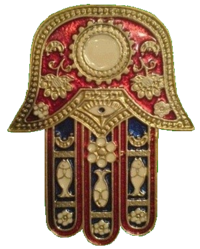
Adorno doméstico.

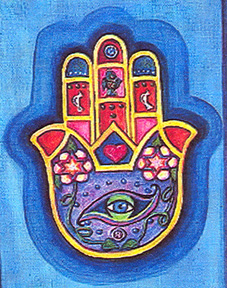
Dibujo, 2008.

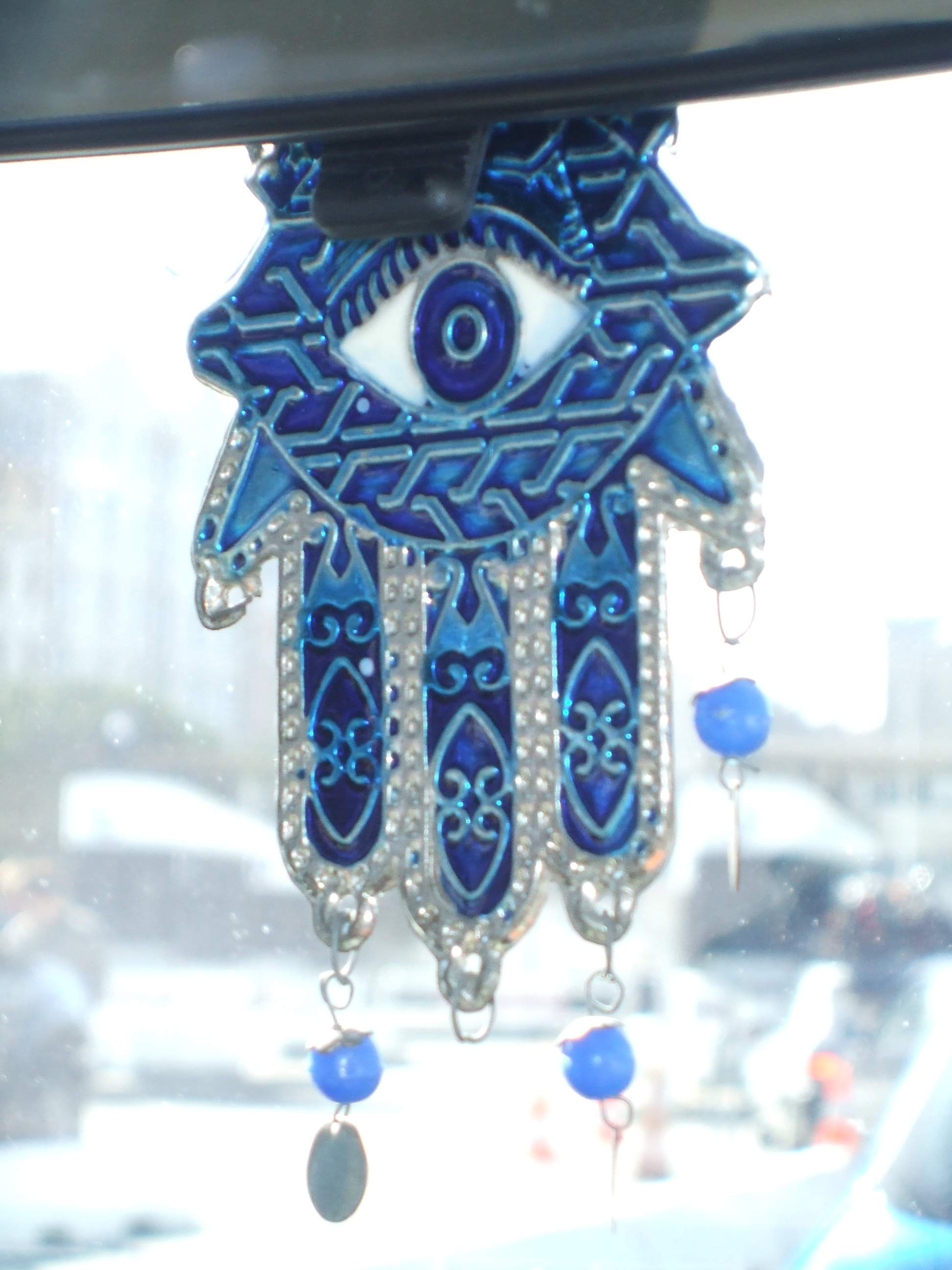
Colgante en un coche.

El Jamsa o Hamsa (en árabe: خمسة‎ Jamsah, hebreo: חַמְסָה, Hamsa, en lenguas bereberes: ⵜⴰⴼⵓⵙⵜ Tafust), también conocido como Mano de Fátima, es un símbolo en forma de mano popular en todo el Oriente Próximo y África del Norte. Es un símbolo de protección utilizado comúnmente como defensa, principalmente por judíos y musulmanes. 
Documentada su existencia desde la antigüedad, se ha conjeturado que sus orígenes se encuentran en el Antiguo Egipto o en Cartago (la actual Túnez) asociado con la diosa Tanit.

## Etimología
En idioma árabe, jamsa significa "cinco"; la misma raíz, J-M-S, se encuentra en el idioma hebreo en el término jamésh (del hebreo: חמש ‘cinco’).

## Descripción

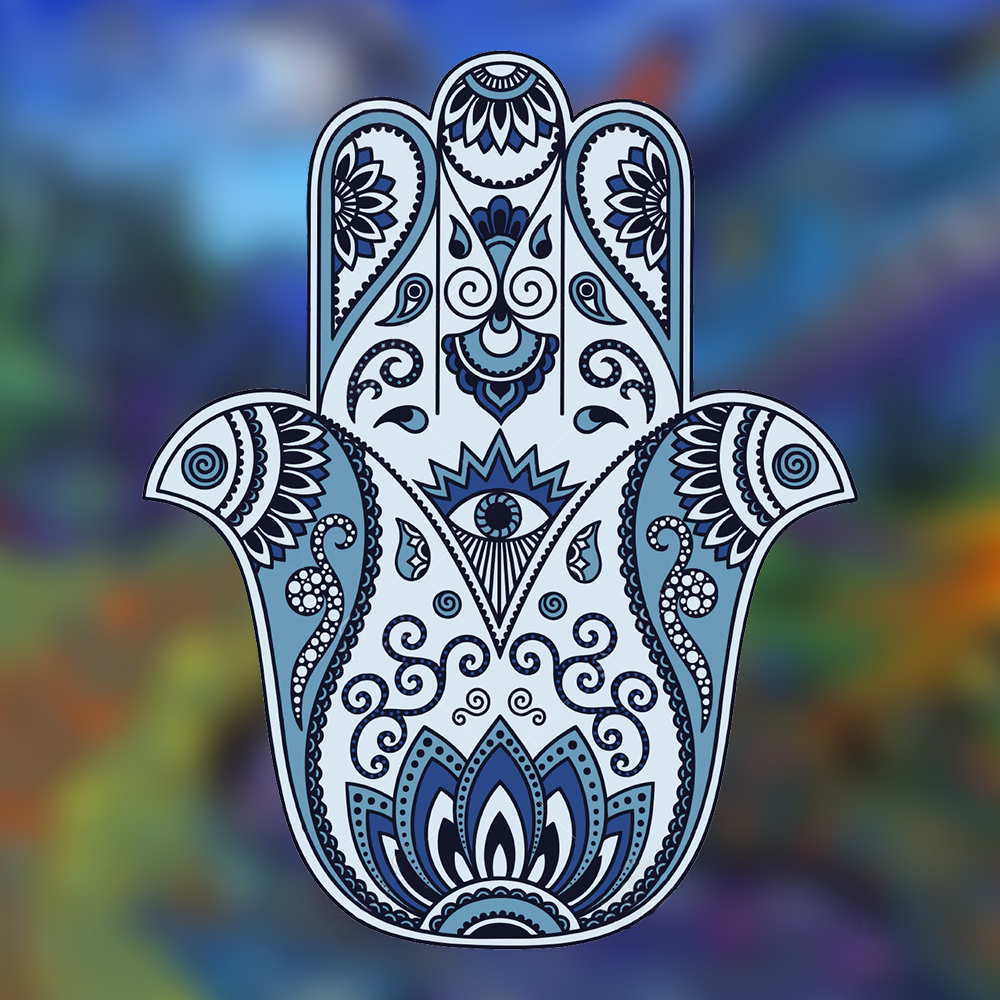
Dibujo de Jamsa

La forma más extendida del símbolo es aquella de una mano simétrica: el dedo corazón en el centro; a sus lados el anular y el índice, un poco más cortos que el corazón e iguales entre sí; y en los extremos dos pulgares, también del mismo tamaño y algo curvados hacia afuera. A veces contiene otros símbolos, como el ojo de Dios, e inscripciones de carácter religioso.
Típicamente posee la forma de un amuleto (empleado en pendientes o como colgante), visible en las puertas de las casas (a veces como aldabón), como adorno hogareño, para el automóvil, símbolo tatuado y así sucesivamente.

## Origen y alcance
El uso del jamsa está documentado desde la Antigüedad. Fue empleado como amuleto por los cartagineses desde el 820 a. C. y en el norte de África se asociaba con un atributo de la diosa Tanit; subsecuentemente pasó a los bereberes y magrebinos.
El empleo mano de Dios se da desde 518-527 a. C., en los mosaicos que Marianos y Janina realizaron en la Sinagoga de Beit Alfa en Galilea Israel y en la iconografía judía ya a partir de 244 a. C. en los frescos parietales de la Sinagoga de Dura Europos en Siria.
Posteriormente, las culturas judía y árabe adoptaron el jamsa como motivo independiente. Posiblemente haya sido incorporado en dichas culturas como una evocación del motivo conocido como mano de Dios, cuya naturaleza involucra en aniconismo. Cirlot nota que existen afinidades entre la mano de Dios propia de las culturas occidentales y el amuleto islámico. Asimismo, Cirlot observa que en el pensamiento berebere, la mano significa protección, autoridad, fuerza y poder.

## Empleo y significado
El judaísmo, el islam y algunos cristianos de oriente conservan hasta hoy el motivo folclórico de la mano conocido como jamsa, cuyo referente último probablemente sea la mano de Dios. Se trata de lo que en el pasado posiblemente haya sido empleado como un talismán pero se ha vuelto hoy un motivo de expresión de la fe monoteísta, apreciado por sefardíes y musulmanes como un recordatorio de Dios y una expresión de deseo de recibir sus bendiciones y protección.
En la cultura popular, el jamsa es también un motivo decorativo, pero, en principio, no posee el valor de un talismán o de medalla milagrosa ninguna. Con todo hay quienes le confieren un valor fetichístico (comparable al que algunos individuos le dan a una herradura o una pata de conejo, suponiendo que les traerá buena suerte). Pero más allá de ello, el jamsa no constituye entre los grupos musulmanes o judíos un deje neopagano. Para ellos, el jamsa simplemente constituye una expresión de deseo equivalente a Que Dios te vea y te bendiga/proteja. Cada grupo eventualmente asignaría la mano en cuestión a diferentes figuras, pero, iconográficamente, todas esas expresiones tienen por referente último a la mano de Dios.
Los musulmanes a menudo establecen una relación entre los cinco dedos de la mano y los cinco pilares del islam, mientras que los judíos hacen lo propio con el Pentateuco, los cinco libros de la Torá. El símbolo, sin embargo, no tiene relación alguna con el judaísmo o el islam. De hecho, una interpretación rigorista desaconsejaría su extendido uso, ya que el Corán prohíbe los amuletos y la superstición en general.
En la India, que fue invadida por los musulmanes durante siglos, se lo llama «mano Humsa» (pronunciado jamsa).
En las sociedades contemporáneas, el jamsa funciona como un recuerdo folclórico o suvenir de viaje que es generalmente adquirido por turistas de diferentes credos monoteístas.
Algunas organizaciones que trabajan por la paz en Oriente Medio han adoptado el jamsa como símbolo conciliatorio basado en las similitudes culturales existentes entre musulmanes y judíos.

### En el islam
En el mundo árabe se utiliza como talismán para protegerse de la desgracia en general y del mal de ojo en particular.
Esta mano es un amuleto, normalmente un colgante, que protege del mal deteniéndolo con la palma de la mano, previene las enfermedades y atrae la buena suerte. Los cinco dedos de la mano están sometidos a la unidad de la mano; cada uno de estos dedos representa cada uno de los pilares del islam:
- Profesión de fe: creencia en Alá, los ángeles, los profetas, los libros o escrituras sagradas (Torá, Biblia y Corán) y el Juicio Final
- Oración cinco veces al día
- Diezmo o limosna a los pobres
- Ayuno en el mes de Ramadán
- Peregrinación a La Meca

Leyenda árabe. En algunos países la jamsa recibe el nombre de «mano de Fátima», en alusión a Fátima az-Zahra (606-632), hija de Mahoma. También se llama «ojo de Fátima», debido a que algunas versiones del símbolo incluyen un ojo. Según cuenta una leyenda popular, una noche el marido de Fátima regresó a su casa acompañado de una concubina mientras Fátima preparaba la cena. Al verla, la celosa Fátima regresó a la cocina irritada y metió la mano en el cazo hirviendo. Al verla, su marido le quitó la mano del cazo.

### En el imaginario colectivo

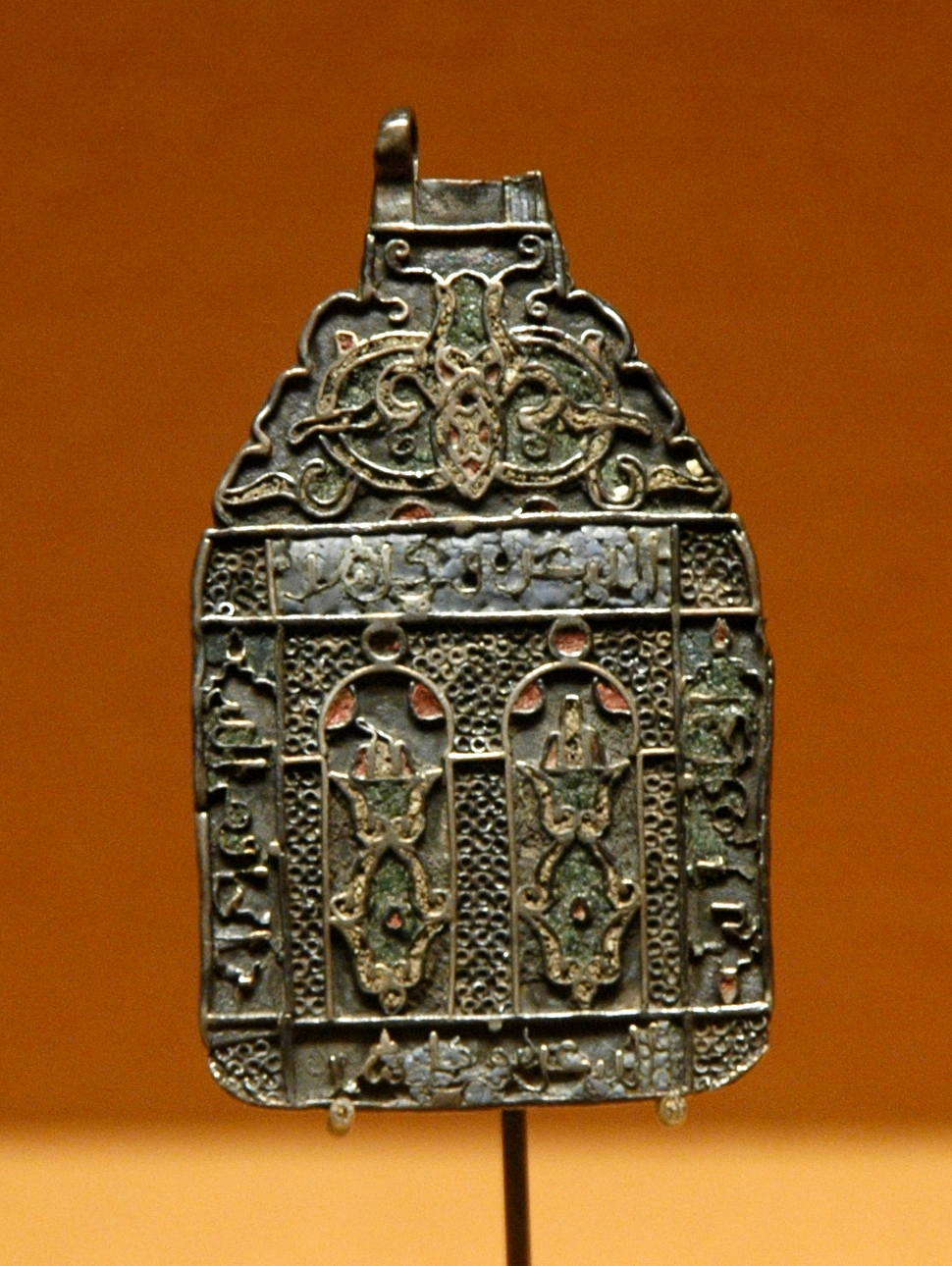
Amuleto con manos de Fátima, España, siglos XIV-XV. Presenta la inscripciones: «Dios es el guardián» y «Dios consuela en todo juicio».
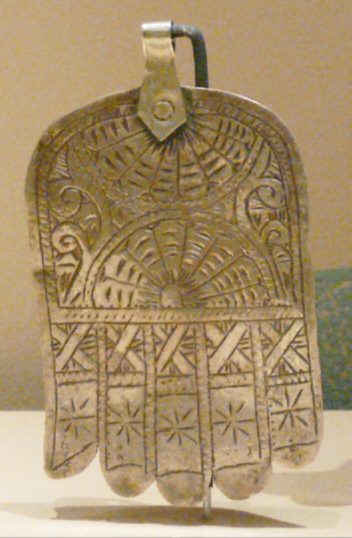
«Mano de Fátima», Marruecos, c. 1900.
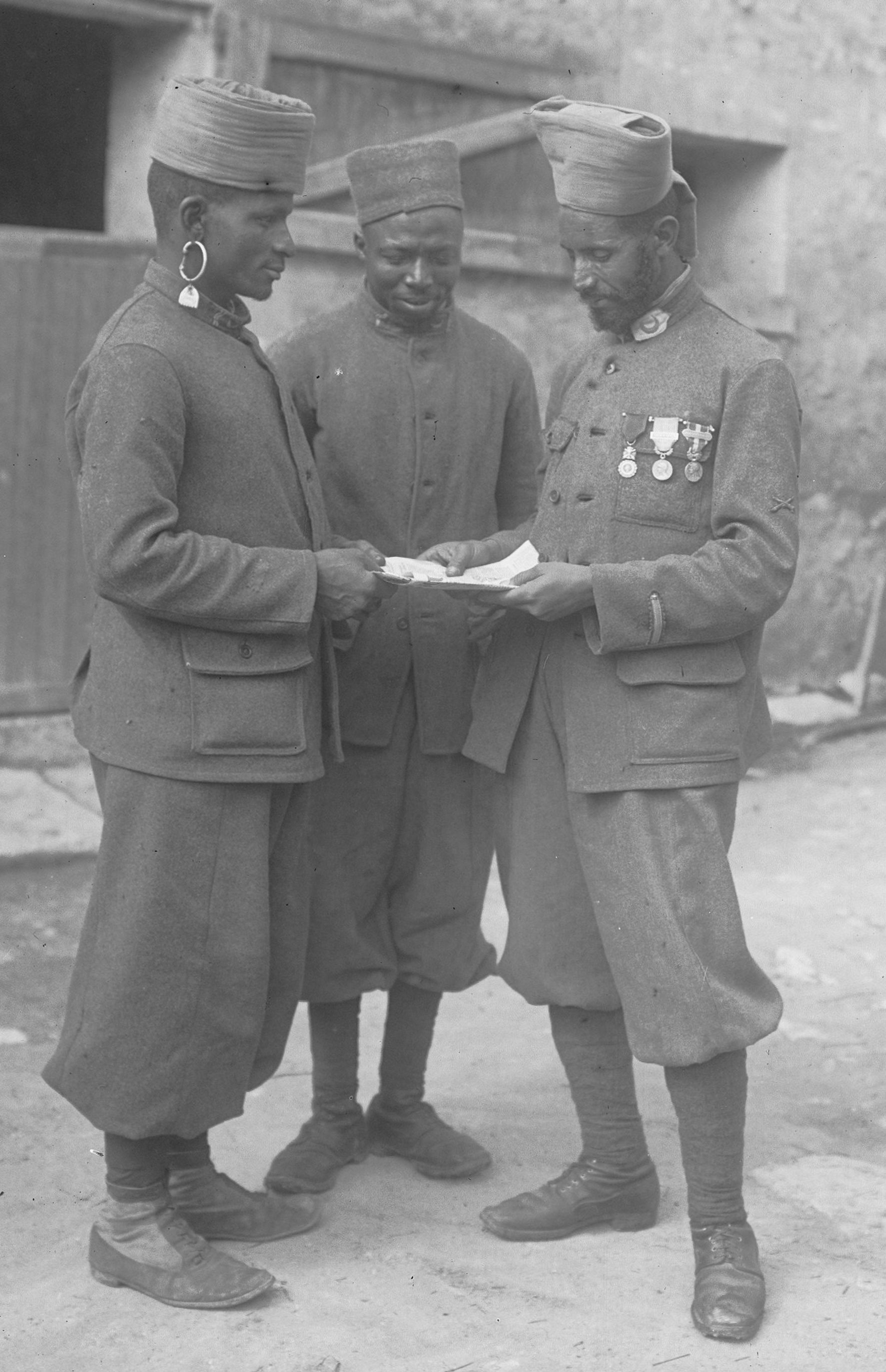
Soldados marroquíes sosteniendo una «Mano de Fátima», fotografía, 1915.
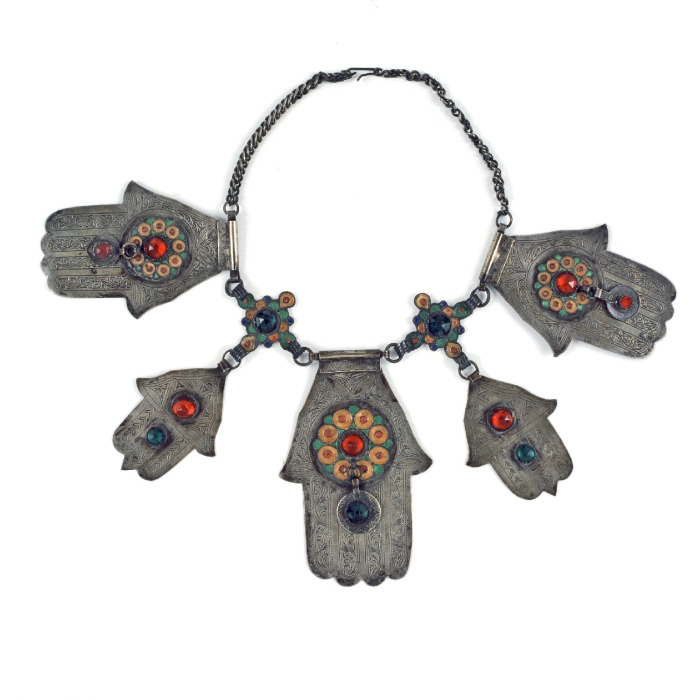
Collar con manos de Fátima, Marruecos, 1940-1960.
Emblema de Argelia, 1971-1976.
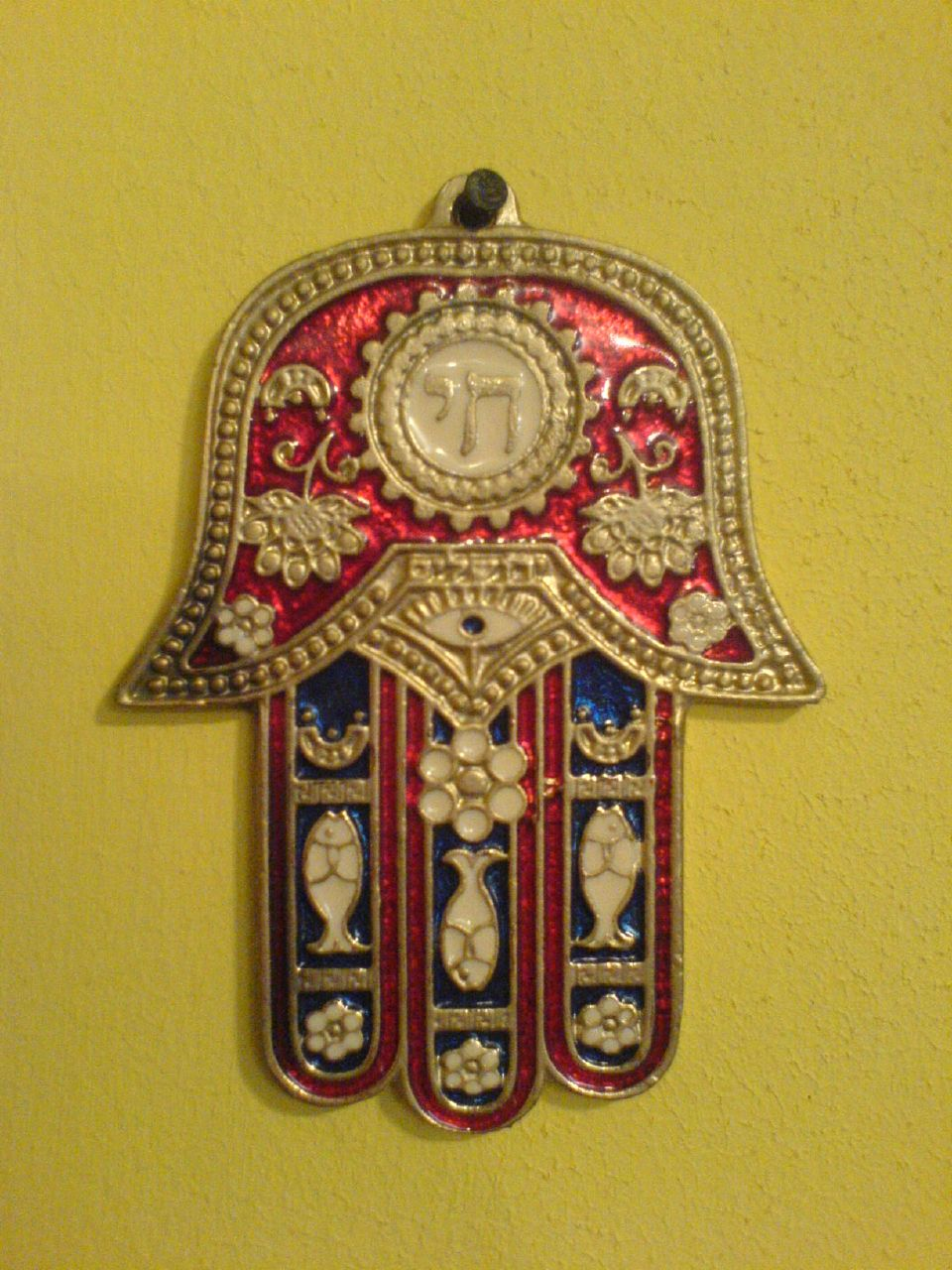
Colgante de pared, Israel, c. 1980. Presenta dos inscripciones hebreas que aluden al condición de estar vivo y a Jerusalén.
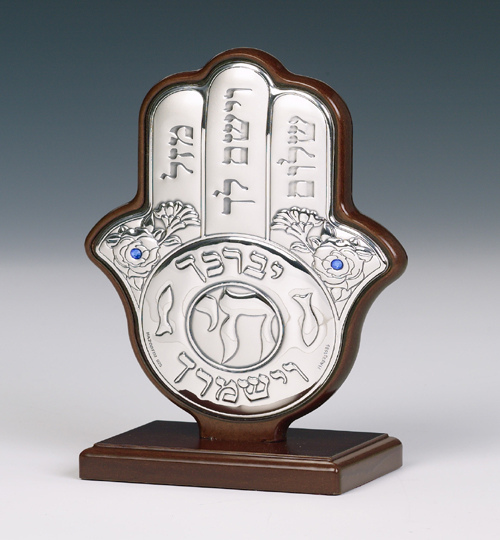
Artículo judaíco con bendición en hebreo, 2004.
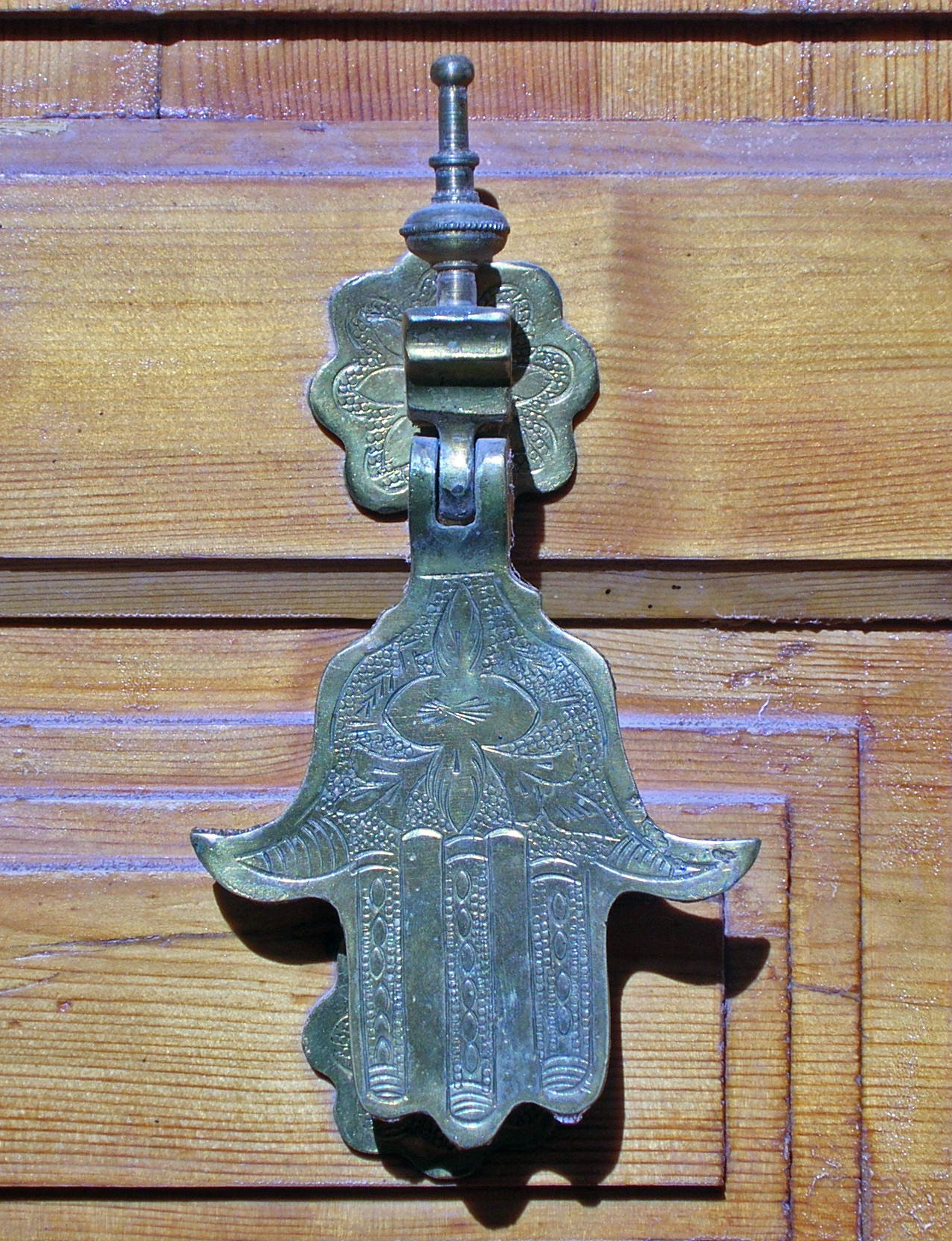
Llamapuertas, Marruecos, 2005.
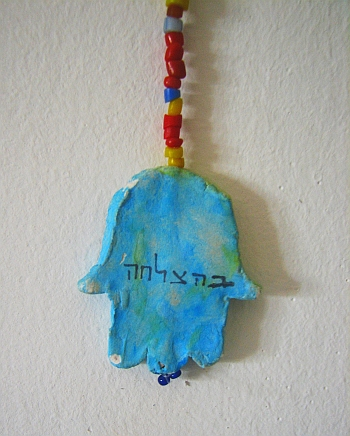
Jamsa con inscripción hebrea Behatzlajá (‘Que sea con éxito’), 2007.
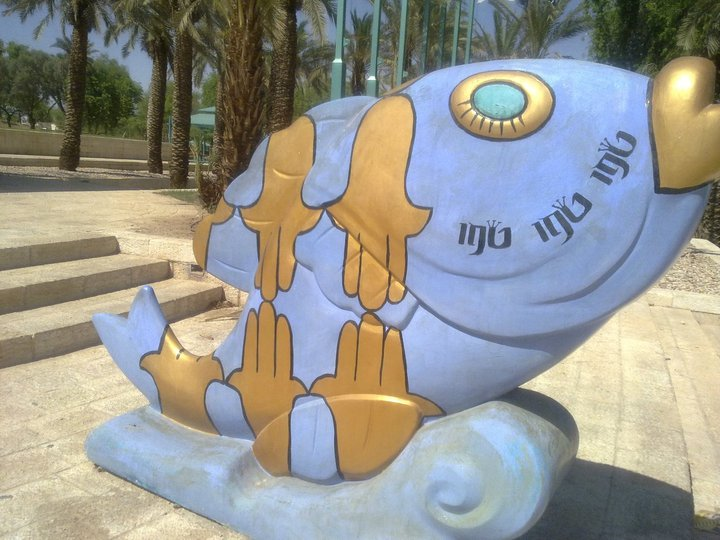
Arte israelí contemporáneo. Pez decorado con motivos de jamsa e inscripción hebrea irónica: tfú-tfú-tfú.[15] Eilat, 2009.
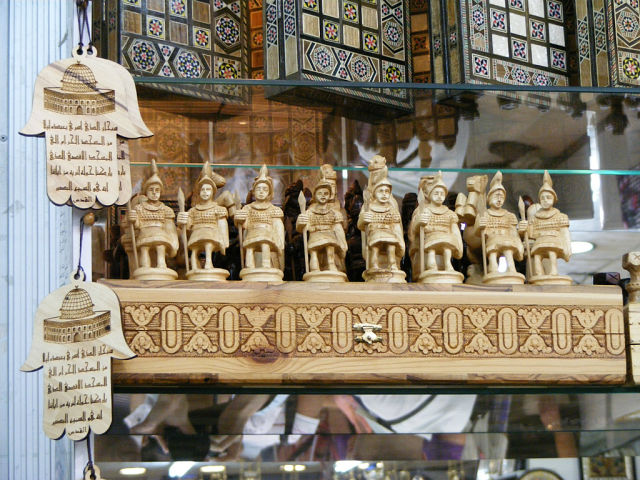
Manos de Fátima (y juego de ajedrez). Barrio Árabe, Ciudad Vieja, Jerusalén, 2012.
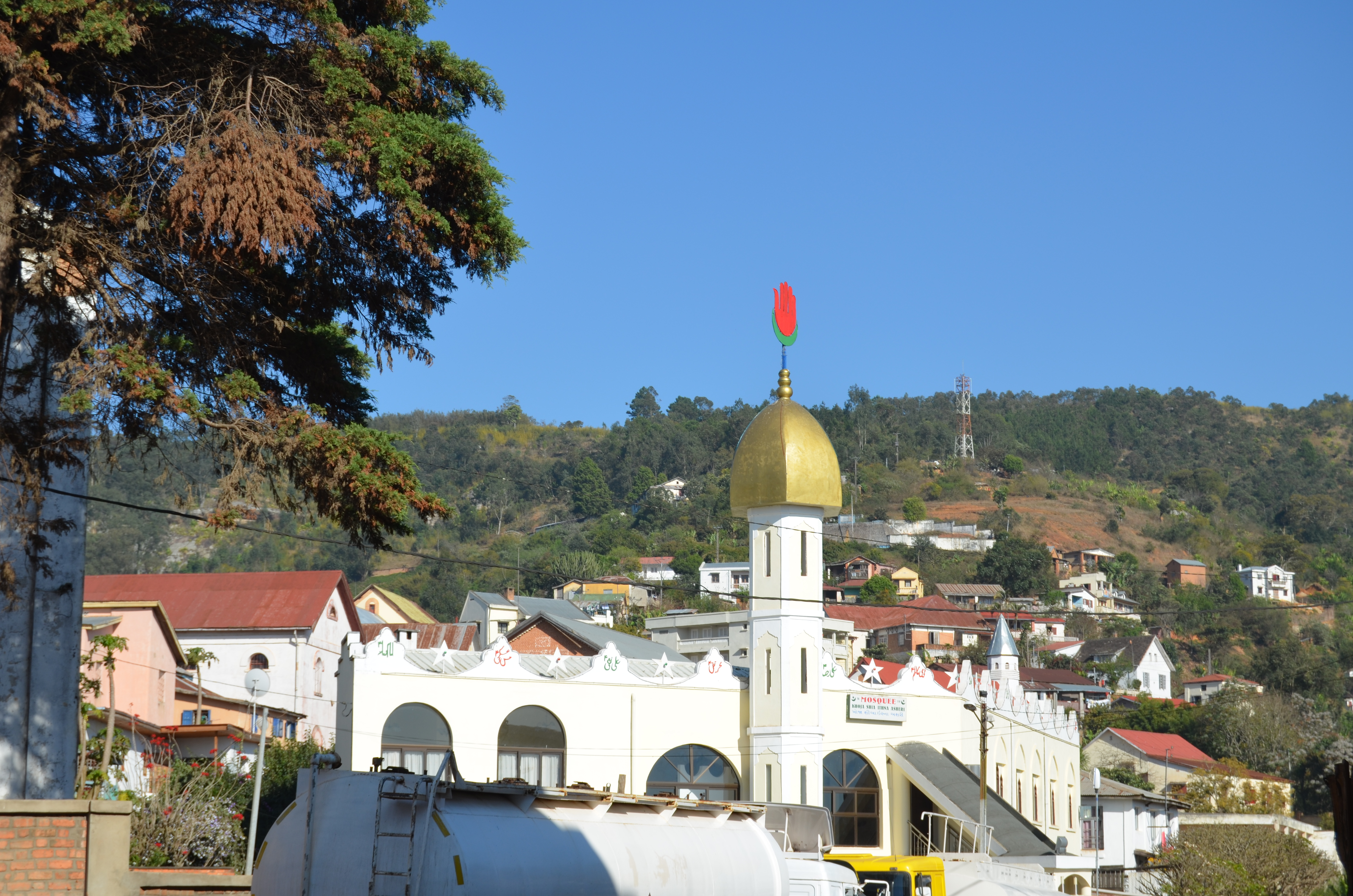
Mezquita de Fianarantsoa, Madagascar, 2012.